# فرناندا لابا
فرناندا لابا (1943 - 2020)، هي ممثلة ومخرجة مسرح برتغالية. من مواليد 11 مايو 1943 في العاصمة لشبونة، وتوفيت يوم 6 أغسطس 2020 في بلدة كاشكايش.